# Kepler-34b
Kepler-34b es un exoplaneta que orbita alrededor de una estrella binaria en la constelación de Cygnus, completa su órbita en 289 días. Ambos soles son muy parecidos al nuestro, estos giran a su vez en 28 días. Junto con Kepler-35b fue el segundo planeta circumbinario en ser descubierto por la misión Kepler, siendo primero Kepler-16b.